# Pontfaverger-Moronvilliers
Pontfaverger-Moronvilliers és un municipi francès, situat al departament del Marne i a la regió del Gran Est. L'any 2007 tenia 1.538 habitants.

## Demografia

### Població
El 2007 la població de fet de Pontfaverger-Moronvilliers era de 1.538 persones. Hi havia 598 famílies, de les quals 139 eren unipersonals (90 homes vivint sols i 49 dones vivint soles), 160 parelles sense fills, 258 parelles amb fills i 41 famílies monoparentals amb fills.
La població ha evolucionat segons el següent gràfic:
Habitants censats

### Habitatges
El 2007 hi havia 626 habitatges, 591 eren l'habitatge principal de la família, 5 eren segones residències i 29 estaven desocupats. 536 eren cases i 89 eren apartaments. Dels 591 habitatges principals, 385 estaven ocupats pels seus propietaris, 186 estaven llogats i ocupats pels llogaters i 20 estaven cedits a títol gratuït; 1 tenia una cambra, 28 en tenien dues, 70 en tenien tres, 191 en tenien quatre i 302 en tenien cinc o més. 459 habitatges disposaven pel capbaix d'una plaça de pàrquing. A 264 habitatges hi havia un automòbil i a 243 n'hi havia dos o més.

### Piràmide de població
La piràmide de població per edats i sexe el 2009 era:
| Homes | Edats   | Dones |
| ----- | ------- | ----- |
| 0     | 95 o +  | 0     |
| 0     | 90 a 94 | 4     |
| 0     | 85 a 89 | 8     |
| 8     | 80 a 84 | 8     |
| 12    | 75 a 79 | 24    |
| 32    | 70 a 74 | 24    |
| 32    | 65 a 69 | 56    |
| 24    | 60 a 64 | 28    |
| 28    | 55 a 59 | 28    |
| 76    | 50 a 54 | 36    |
| 36    | 45 a 49 | 68    |
| 68    | 40 a 44 | 44    |
| 56    | 35 a 39 | 64    |
| 40    | 30 a 34 | 40    |
| 28    | 25 a 29 | 40    |
| 32    | 20 a 24 | 24    |
| 44    | 15 a 19 | 48    |
| 36    | 10 a 14 | 84    |
| 56    | 5 a 9   | 48    |
| 44    | 0 a 4   | 44    |

## Economia
El 2007 la població en edat de treballar era de 981 persones, 710 eren actives i 271 eren inactives. De les 710 persones actives 654 estaven ocupades (370 homes i 284 dones) i 56 estaven aturades (27 homes i 29 dones). De les 271 persones inactives 70 estaven jubilades, 110 estaven estudiant i 91 estaven classificades com a «altres inactius».

### Ingressos
El 2009 a Pontfaverger-Moronvilliers hi havia 588 unitats fiscals que integraven 1.544,5 persones, la mediana anual d'ingressos fiscals per persona era de 16.887 €.

### Activitats econòmiques
Dels 73 establiments que hi havia el 2007, 1 era d'una empresa extractiva, 3 d'empreses alimentàries, 2 d'empreses de fabricació d'altres productes industrials, 11 d'empreses de construcció, 12 d'empreses de comerç i reparació d'automòbils, 6 d'empreses de transport, 3 d'empreses d'hostatgeria i restauració, 6 d'empreses financeres, 3 d'empreses immobiliàries, 7 d'empreses de serveis, 15 d'entitats de l'administració pública i 4 d'empreses classificades com a «altres activitats de serveis».
Dels 20 establiments de servei als particulars que hi havia el 2009, 1 era una oficina d'administració d'Hisenda pública, 1 gendarmeria, 1 oficina de correu, 1 una oficina bancària, 1 taller de reparació d'automòbils i de material agrícola, 1 autoescola, 2 paletes, 3 guixaires pintors, 1 fusteria, 1 lampisteria, 1 electricista, 4 perruqueries, 1 veterinari i 1 restaurant.
Dels 6 establiments comercials que hi havia el 2009, 1 era una botiga de més de 120 m², 2 fleques, 1 una peixateria, 1 una botiga de material de revestiment de parets i terra i 1 una joieria.
L'any 2000 a Pontfaverger-Moronvilliers hi havia 16 explotacions agrícoles que ocupaven un total de 1.595 hectàrees.

## Equipaments sanitaris i escolars
L'únic equipament sanitari que hi havia el 2009 era una farmàcia.
El 2009 hi havia 1 escola maternal i 1 escola elemental. Pontfaverger-Moronvilliers disposava d'un col·legi d'educació secundària amb 255 alumnes.

## Poblacions més properes
El següent diagrama mostra les poblacions més properes.